# Al-Fatiha
Format:Infobox Sourate
Al-Fatiha (în arabă سُّورَةُ ٱلْفَاتِحَةِ, transliterat: Sūrat al-Fātiḥah, în română: „Deschizătoarea”) este sura de deschidere a Coranului, cartea sfântă a musulmanilor. Compusă din șapte versete, ea subliniază suveranitatea și mila lui Dumnezeu.
Al-Fatiha este în primul hizb și, prin urmare, în primul juz', care reprezintă diviziuni ale Coranului în părți distincte. Conform tradiției, aceasta a fost prima sură completă revelată profetului Muhammad. Această sură se mai numește și "fātiḥat al-kitāb" sau "fātiḥat al-Qurʾān". Există aproximativ 25 de alte nume epitete ale acestei sure.
Tradiția spune că musulmanii trebuie să cunoască cel puțin două sure pe de rost. Având în vedere faptul că Al-Fatiha este o sură scurtă și indispensabilă pentru salat (ritualul de rugăciune), este în general învățată încă din copilărie în madrasas (școli coranice) sau este pur și simplu predată de părinți. Este recitată la începutul fiecărei unități (rak'ah) de rugăciune.
Fatiha este, de asemenea, un prenume arab feminin.

## Diferitele nume ale surei
Numele surei poate fi tradus ca „debutul”, „prologul” sau „deschizătoarea”. Muhammad o numește „mama Coranului” (Umm-ul-Kitab), iar Fakhr al-Dīn al-Rāzī notează douăsprezece nume diferte atribuite surei Al-Fatiha : „lauda”, „Mama Coranului”, „cele șapte repetate”, „cea completă”; „cea suficientă”, „fundația”, „vindecarea”, „închinarea”, „cererea”, „descântecul”, „protectoarea”, „comoara”; și „lumina”. Alți autori admit existența a 25 de nume a surei.
Spre deosebire de celelalte sure (cu excepția 112), numele acesteia nu derivă din conținutul său, ci din funcția sa introductivă.

## Istoric

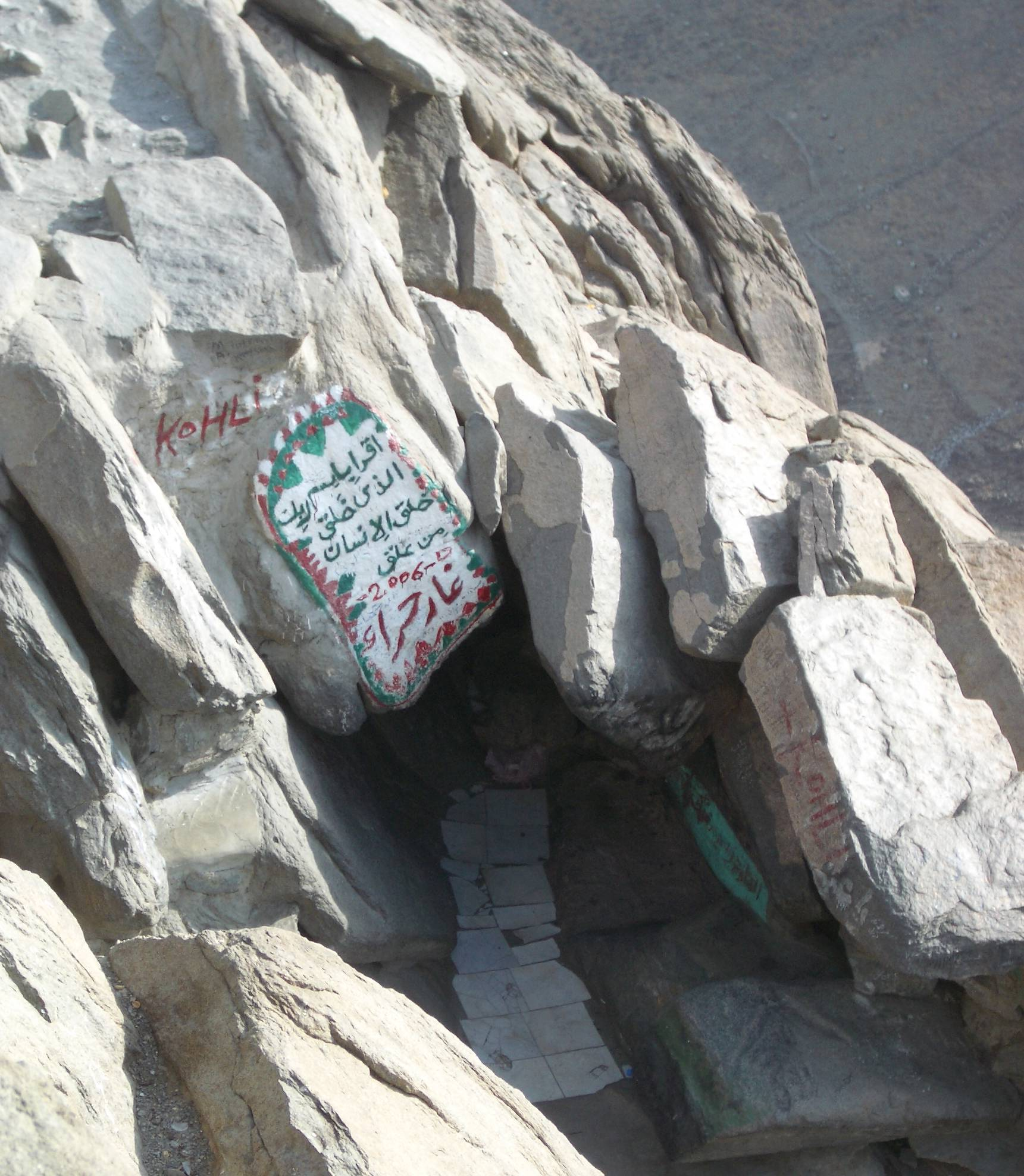
Peștera din Hira, locul unde Muhammad ar fi primit primul verset al Coranului.

Tradiția exegetică islamică pune sub semnul întrebării locul și timpul în care versetele și surele Coranului i-au fost revelate lui Muhammad și, în special, dacă respectivul verset a fost revelat fie la Mecca, fie la Medina. Potrivit lui Ibn Abbas și altor savanți, Al-Fatiha este o sură Meccană, dar, conform altora, este o sură Medineză. Alții, precum Mujahid ibn Jabr, sunt de părere că prima parte a surei a fost revelată la Mecca și a doua la Medina. Prima ipoteză este larg acceptată, deși unele ulemale înclină spre o revelație parțial la Mecca și parțial la Medina. Islamologii adepți ai unui cadrului tradițional, precum Theodor Nöldeke, refuză ideea conform căreia această sură este antică. Astfel, sura ar data din perioada timpurie Meccană. Bell, la rândul său, este de părere că sura datează de la începutul Hegirei. Régis Blachère, bazându-se pe exegeza musulmană scrisă a posteriori, a fost de acord cu opinia lui Nöldeke.
În 1939, islamologul Arthur Jeffery a publicat un articol care arată răspândirea variantelor surei Al-Fatiha în întreaga lume musulmană. El observă că această sură lipsește uneori din manuscrisele antice, acest lucru conferindu-i mai mult statutul de rugăciune introductivă decât o sură. Al-Fatiha are mai multe variante absente din recenzia coranica. Pentru Medhi Azaiez, " aceste discrepanțe ilustrează faptul că nimic nu ne permite să afirmăm cu certitudine că integralitatea conținutului discursului coranic a fost transpusă cu scrupulozitate în textul pe care îl cunoaștem astăzi.”. Imbert notează că prima inscripție completă a surei Al-Fatiha datează din epoca omeiadă (în jurul anilor 720-750).
Mai apoi, islamologii occidentali au devenit și ei interesați de această întrebare. Formularea unui răspuns cu privire la momentul revelării surei Al-Fatiha se dovedește dificilă, deoarece contribuția specific islamică este greu de stabilit, căci această rugăciune s-ar fi putut găsi în cărțile de rugăciuni evreiești sau creștine. Pentru Manfred Kropp, Al-Fatiha este, poate, o sură precoranică.

## Versetele surei și traducerea lor
miniatura| Înregistrarea surei Al-Fatiha.

### Traducere de Muhammad Hamidullah
|   | Text în arabă | Transliterare                                                            | Traducerea lui Muhammad Hamidullah                                                                    |
| - | ------------- | ------------------------------------------------------------------------ | --- |
| 1 | ar            | Bismi-l-lāhi-r-Raḥmāni-r-Raḥīm                                           | În numele lui Dumnezeu, Cel Prea Milos, Cel Prea Milostiv.                                            |
| 2 | ar            | Al-ḥamdu li-l-lāhi Rabbi-l-ʿālamīn                                       | Lăudat să fie Domnul, Stăpânul universurilor.                                                         |
| 3 | ar            | Ar-Raḥmāni-r-Raḥīm                                                       | Cel mai Milos, Cel mai Milostiv,                                                                      |
| 4 | ar            | Māliki yawmi-d-dīn                                                       | Stăpânul Zilei Judecății.                                                                             |
| 5 | ar            | ʾIyyāka naʿbudu wa ʾiyyāka nastaʿīn                                      | Ție [Singur] ne închinăm și Ție [Singur] îți cerem ajutorul.                                          |
| 6 | ar            | Ihdina-ṣ-ṣirāṭa-l-mustaqīm                                               | Călăuzește-ne pe Calea cea Dreaptă,                                                                   |
| 7 | ar            | Ṣirāṭa-l-laḏīna anʿamta ʿalayhim ġayri-l-maġḍūbi ʿalayhim wa lā-ḍ-ḍāllīn | Calea celor pe care Tu i-ai binecuvântat, și nu a celor care Te-au supărat, și nici a celor rătăciți. |

### Traduceri făcute de arabiști

#### Jacques Berque[6]
1. În numele lui Dumnezeu, Cel Prea Milos, Cel Milostiv
2. Lăudat să fie Dumnezeu, Domnul universurilor
3. Cel Prea Milostiv, Cel mai Milostiv
4. Regele Zilei Supunerii.
5. Tu ești Cel pe care Îl slăvim, Cel de la care implorăm ajutor.
6. Călăuzește-ne pe Calea Dreptății
7. Calea celor pe care i-ai binecuvântat, nu a celor rătăciți, nici calea acelora care se pierd.

#### Régis Blachère
1. În numele lui Dumnezeu, Binefăcătorul Milostiv.
2. Lăudat să fie Dumnezeu, Stăpânul Lumilor,
3. Binefăcător Milostiv,
4. Conducătorul Zilei Judecății !
5. [ ești ] pe Tine [ pe care ] Te slăvim, Tu ești Cel Căruia Îi cerem ajutorul !
6. Condu-ne [ pe ] Calea Cea Dreptă,
7. Calea celor cărora le-ai dat binecuvântările Tale, care nu sunt nici obiectul mâniei [ Tale ], nici cei rătăciți.

## Comentarii asupra surei
Pentru Michel Cuypers, Al-Fatiha este un exemplu de retorică semitică construită pe compoziții binare: Domnul Lumilor/Conducătorul Zilei Judecății și în jurul versetului 5. O altă împărțire poate fi propusă, pornind de la tematica abordată de sură. Este o formulă de ispășire (v.1), o doxologie (v.2-4), o slăvire (v.5) apoi o rugăciune de implorare. Numărătoarea obișnuită îi atribuie șapte versete, existând dezbateri cu privire la statutul primului verset.
Exegeza Coranică confirmă importanța majoră a acestei scurte sure : comentatorul andaluz al Coranului, al-Qurtubi (decedat în 1272), îi consacră 67 de pagini din exegeza sa. Din punct de vedere tematic, ea cuprinde toate temele majore ale Coranului, precum caracterul unic, singular al lui Dumnezeu (eng.: The Oneness of God) sau lauda.

### Comentariul versetului 1
Primul verset, a cărui transliterație este “bismillāh ar-rahmān ar-rahīm » (“În numele lui Dumnezeu, Cel Prea Milos, Cel Prea Milostiv „), poate fi familiar unui non-vorbitor de arabă sau unui non-musulman, deoarece este omniprezent în societățile musulmane, în special în forma sa contractată” Bismillah ». Această formulă apare la începutul fiecărei sure a Coranului, cu excepția celei de-a noua sure, At-Tawba (această formulă apărând, însă, de două ori, în cazul surei cu numărul 27, An-Naml </link>). Se găsește o singură dată în interiorul textul coranic însuși, în cazul versetului 30 din sura 27 (an-Naml): servește, în acest caz, drept formulă de deschidere într-o scrisoare trimisă de Solomon reginei din Saba. Formula menționată anterior capătă calitatea de verset numai în sura Al-Fatiha. Cu toate acestea, unii savanți (Malikiți) sunt de părere că ea nu constituie un verset.
Numeroși cercetători au analizat legăturile dintre basmala și formulele evreiești sau creștine. Nöldeke și Schwally au identificat antecedente în formulele „În numele lui Yhwh” Și „În numele Domnului”, provenind respectiv din Vechiul și Noul Testament. Dacă prima propoziție prezintă aceeași particularitate ortografică ca basmala, ea nu ar explica totuși a doua parte a formulei. Pentru Kropp, epitetul dublu este un 1citat clar” din cartea Psalmilor, formulă folosită în Epoca Preislamică în liturghia în limba geez, sub forma „În numele lui Dumnezeu, Cel Milos și Milostiv”.
Primele inscripții epigrafice oficiale ale basmalei datează de la sfârșitul secolului al VII-lea, din timpul domniei lui Abd al-Malik, cunoscut pentru reformele sale majore de islamizare. Monedele mai vechi conțin variații sau forme simplificate. Cu toate acestea, basmala exista deja în inscripțiile populare. Cea mai veche, studiată de Muhammad 'Ali al-Hajj, datează de la sfârșitul secolului al VI-lea sau începutul celui de-al VII-lea și se găsește în sudul Yemenului. Este vorba despre este o atestare Pre-Islamică, în arabă de sud, tip Zaburi.. " Potrivit lui al-Hajj, această atestare Preislamică în Arabia de Sud, a unei basmala echivalentă cu cea a Coranului, se explică prin prezența antică a creștinilor care foloseau terminologia monoteistă. ".

### Comentariile versetelor 2 - 4
A doua parte este de ordin doxologic. Este interesant de observat că aceste forme particulare apar în Coran ca o introducere a surei, de cinci ori.
Al doilea verset („al-hamdulillah”) este una dintre cele mai populare invocații utilizate în lumea arabă și în lumea musulmană.</link>. Acesta poate fi împărțit în două: doxologia însăși și enunțarea obiectului său. El capătă o anumită variantă în lucrarea savantului șiit Allameh Madjlessi. Formula începe cu substantivul derivat din rădăcina H-M-D, făcând trimitere la câmpul semantic al dorinței </link>. Există echivalente exacte în literatura siriacă [exemplu ?], care provin în special din Peshitta. Ele sunt comune în această literatură.
Urmează apoi o succesiune de titluri și caracteristici divine. Prima, de pildă, a făcut obiectul mai multor interpretări. Rezultă că este o copie a formulelor liturgice creștine.
Au fost raportate mai multe variații pentru termenul provenit din rădăcina M-L-K, a versetului 4 : Rege, Suveran, Posesor. Deși nu se poate aproxima istoricitatea lor, ele nu sunt mai puțin legitime, vechile Corane fiind scrise în scriptio defectiva.

### Comentariul versetului 5
Versetul 5 este versetul în jurul căruia se formează o tranziție între doxologie și implorare. Astfel, prima parte a versetului este o reamintire a primei părți, în timp ce a doua se referă la a doua parte. Au fost raportate diferite variante ale acestui verset, în special în ceea ce privește primul termen. Acest verset reamintește în special rolul liturgic al surei, fiind posibilă identificarea unei legături cu sfârșitul Doxologiei sau cu imnul ambrosian .

### Comentariile versetelor 6 și 7
Termenul de "sirât" a reprezentat în mod deosebit subiectul unor dezbateri, reflectat în existența unor variante ortografice sau exegetice („sirât” înlocuit cu "sabîl" - cale, prin lectio facilitaor). Dacă lexicografii musulmani au recunoscut în acest caz o influență străină, Frankel derivă acest termen din latinescul „cale”, prin aramaică. Dacă originea latină este majoritară [Sursa ? ], nu există un consens cu privire la limba prin care a trecut acest termen. Au fost propuse mai multe influențe asupra acestui verset (Ps 27, ps 1, Cartea lui Isaia). Totuși, nu este imposibil ca acest concept al "Căii Drepte" să fie un concept general monoteist, familiar publicului cunoscător de Coran . " Noi " [ versetul 6 ] persoana întâi plural, spre deosebire de “eu ", indică ruga credincioșilor adresată în numele tuturor musulmanilor și nu numai în nume propriu.
Exegeza musulmană consideră începutul versetului drept o evocare a musulmanilor sau a profeților. Cu toate acestea, caracterul liturgic al surei ar tinde să evoce o implorare personală, având ca scop ghidarea credinciosului pe calea evlavioșilor .
A doua parte a acestui verset formează o rupere ritmică cu restul surei, ceea ce înseamnă că probabil trebuie considerată o adăugare ulterioară . Unii comentatori ai Coranului plasează în plan cronologic încă din timpul profetului Muhammad tradiția conform căreia acest verset evocă evrei și creștini,,. Această interpretare este considerată de Ida Zilio Grandi drept un " lucru deja aprobat de tradiția exegetică, adesea reutilizat și readus la lumină în timpurile moderne" [17]. Pentru G. Monnot, este opinia la care aderă " mulți comentatori musulmani ", precum Tabarî (839-923), Zamakhshari sau Muhammad al-Shahrastani. Apare, de asemenea, și printre anumiți gânditori sufiți precum Mahmud ibn Ali al-Qashani. Aceste comentarii se bazează pe asocieri cu alte versete coranice și tradiții profetice,.
Această interpretare este considerată a fi « un avertisment pentru musulmani să nu calce pe urmele evreilor și creștinilor. » și se află la originea unor « anateme pronunțate în grabă și fără discernământ ». Pentru Pierre-André Taguieff, această interpretare a surei Al-Fatiha “constituie o adevărată îndoctrinare, care este atât anti-evreiască, cât și anti-creștină. " Un raport al Comisiei Naționale Consultative pentru Drepturile Omului prezintă o utilizare a versetului 7 din sura Al-Fatiha cu scopul de a “demoniza poporul evreu " prin intermediul unei pagini de internet fundamentaliste.
Această interpretare este considerată, din punct de vedere lingvistic, « intolerabilă » de către R. Blachère, care afirmă că " ideea se aplică infidelilor, în general ". Traducătorul Coranului, Jacques Berque, afirmă că " Mulți comentatori au considerat că aceste cuvinte, de o rigoare inegală, desemnează evrei și, respectiv, creștini. Le păstrăm semnificația generală, maestră a aplicațiilor permanente. ». Mai mulți comentatori, precum persanul Al-Rāzī (sec. IX-X) sau Muḥammad ʿAbduh și Rashīd Riḍā (sec. XX) interpretează acest verset ca o critică a păcătoșilor și a necredincioșilor. Dacă exegeza tradițională musulmană a vrut să-i vadă pe evrei în primul termen, acest lucru nu corespunde genului literar al acestei sure .
Al șaptelea verset are interpretări distincte, printre altele, conform punctelor de vedere ezoterice și exoterice ale explicației coranice. René Guénon dă acestui verset o semnificație generală, care vizează “sfinții lui Satana ", respectiv " Waliyush-Shaytan ". Michel Vâlsan elaborează o "exegeză inedită", pentru a "elimina aparenta contradicție dintre cuvintele îndrumătorului său [respectiv R. Guénon] cu cele ale Profetului " și aprofundează interpretarea ezoterică (urmând haqiqah) ilustrată de Al Qashani.

## Abordare filologică

### Influențe
Mulți cercetători au analizat această sură a Coranului. Unii au identificat în acest text asemănări cu texte precum Psalmul 1 și Psalmul 2 sau Tatăl nostru. Pentru Dye, acest text conține multe asemănări cu (Psalmul 1, Cartea lui Isaia). Cuypers compară acest text cu Psalmul 1, construit într-un mod similar, prezentând „cele două căi” (închinare și cerere) și care se termină în termeni similari.
Pentru Rippin, " O mare parte a vocabularului din acest pasaj prezintă paralele cu limba ebraică sau siriacă, în special cuvintele "raḥmān" și "'lam", dar și majoritatea celorlalte fraze, într-un fel sau altul. " Pentru Kropp, " Basmala : este un citat biblic (Exod 34:6; Ps 86[85]:15 și urm.), folosit încă din vremurile Preislamice și până în zilele noastre de către creștinii copți și etiopieni. " Younes întărește această asociere prin ortografia deosebită a cuvântului "nume" .
Unele cercetări se concentrează pe anumite expresii. Potrivit lui Mohammed Arkoun, Al-Fatiha ar începe cu „Lăudat să fie Dumnezeu, Domnul veacurilor”. Această epicleză divină corespunde termenului siriac "oulmin". Acest termen devine "alamin" în arabă și capătă sensul de „lumi create de Dumnezeu”. Autorul își pune întreabări în ceea ce privește semnificația avută de acest cuvânt, în momentul în care era rostită această sură, în siriacă sau arabă.. Evidențiind dificultatea interpretării acestui termen, alți cercetători văd în termenul "alamin" termenul aramaic „cosmos”,.
Jan Van Reeth a efectuat un studiu cuprinzător al surei. El observă asemănări cu Isaia 35. Autorul prezintă o filiație în cazul anumitor expresii aparținând anumitor versete ale surei din textul biblic prin Targumul Profeților. În schimb, potrivit lui, primele versete provin din liturghia creștină și se aseamănă cu o doxologie, apoi cu răspunsuri psalmodice. Astfel, versetul 5 ar fi o adaptare a "Deus in adjutorium meum intende, Domine ad adjuvandum me festina", începutul rugăciunii orelor. Pentru el, Sura Al-Fatiha este o „rămășiță a cărții de ore. Această sură este compusă dintr-un extras din marea doxologie (memento mnemonic, pentru a cânta în întregime), a versetului care începe rugăciunea orelor. Autorul traduce ultimul verset prin „calea celor pe care îi umpleți cu har, nu a celor distruși sau pierduți”și o vede precum o introducere în lectura episodului din Evanghelie, care vorbește despre Ioan Botezătorul.

### Funcția și genul literar
Atât autorii musulmani, cât și cei non-musulmani au convenit cu privire la faptul că Sura Al-Fatiha se încadrează în genul literar specific rugăciunii. Goldziher a numit-o “Pater Noster of Islam/ Rugăciunea pe care Islamul ar putea să o echivaleze cu rugăciunea "Tatăl nostru”. În acest fel, ea reprezintă un caz aparte în Coran, nefiind de aceeași natură cu restul corpusului.
Această sură are un Sitz im Leben, un context liturgic. Evident, aceasta a fost plasată la începutul Coranului datorită rolului său de rugăciune introductivă. Prezența unei astfel de rugăciuni introductive în lectură nu este necunoscută în alte cărți sacre din Orientul Apropiat. Cercetările lui Cuypers au putut arăta că Sura Al-Fatiha formează, cu surele 113 și 114, un cadru pentru textul coranic de natură liturgică, similar utilizării Psalmului 1. Neuwirth a făcut o comparație între această sură și introitul liturghiei lui Ioan Gură de Aur.
Pentru Dye, ritmul Surei Al-Fatiha ne permite să identificăm « o doxologie, psalmodiată de celebrantul principal, la care răspunde rugăciunea de invocare, care constituie vv. 5–7, cântată de congregație, sau de un alt celebrant ». Dye identifică în forma versetului 7 o "pauză adâncă" din punct de vedere ritmic. Pentru autor, "este foarte tentant să-l vezi ca pe o adăugare ulterioară.". De asemenea, el se concentrează și pe continuitatea dintre versetul 6 din Al-Fatiha și versetul 2 din sura 2. Ultimul verset a reprezentat obiectul unor cercetări deosebite. Édouard-Marie Gallez consideră că acest verset este o " apoziție[...] la un întreg coerent și autostructurat ". Prin înaintarea acestei idei, i se alătură lui Antoine Moussali care susținea faptul că Sura Al-Fatiha era o rugăciune străveche, fără ultimul verset.
Întrebării referitoare la funcționalitatea acestei sure i se alătură cea a inserției ei în codicele antice. De fapt, conform tradițiilor, aceasta ar fi lipsit din codicele anumitor însoțitori. Acest lucru ar ilustra, din punctul de vedere al lui Cuypers, „introducerea sa relativ târzie în Carte”. În schimb, alte sure foarte apropiate de Al-Fatiha nu au fost integrate în Coranul canonic, din cauza statutului lor de rugăciuni personale. Potrivit filologului Christoph Luxenberg, Sura Al-Fatiha are un rol liturgic deosebit pe care l-ar fi dobândit în locul celei de-a 96 sure, Al-'Alaq, mai veche, " a cărei origine creștin-siriacă este evidentă ".

## Statutul surei în rugăciunea musulmană

### În Salat
După ce s-a orientat spre Mecca (qibla), credinciosul rostește „Allahu akbar” („Dumnezeu este mai mare (decât toți ceilalți)”), și începe rugăciunea stând în picioare și recitând Al-Fatiha în arabă, lăudându-l pe Dumnezeu și exprimându-și dorința de a căuta refugiu lângă Dumnezeu, împotriva lui Satana cel blestemat (în arabă أعوذ بالله من الشيطان الرجيم, transliterat: A`ūdhu billāhi min ash-shaitāni r-rajīmiarabă). Acest ritual este cunoscut sub numele de Ta'awwudh (arabă تعوذ) sau isti`adha.
Credinciosul continuă cu noi versete din Coran, pe care el însuși le-a ales (adesea o sură ca Al-Ikhlas), apoi execută sujud (prosternare în timpul căreia fruntea, nasul, cele două palme, cei doi genunchi și picioarele trebuie să atingă pământul) și încheie rugăciunea cu salutul islamic, “as-salâm 'aleikoum ", adresată, conform credinței musulmane, celor doi îngeri așezați în dreapta și în stânga sa.. Anterior, el va fi putut, dacă era necesar, să exprime o rugăciune de cerere (dua) în limba sa maternă.
Din cauza unui hadith care spune că „rugăciunea oricui nu recită Sura Al Fatiha este invalidă”, mulți savanți musulmani subliniază importanța acestei Sure în comentariile lor. În practică, aceasta înseamnă că musulmanii care îndeplinesc în integralitate numărul de rugăciuni zilnice, conform regulilor tradiționale, recită această sură de cel puțin 17 ori pe zi, dacă numărăm doar cele cinci rugăciuni obligatorii (2 pentru rugăciunea de dimineață, 4 pentru cea de amiază, 4 pentru cea de după-amiază, 3 pentru cea de după apusul soarelui și, în final, 4 pentru cea de seară). Dacă Sura Al-Fatiha nu este recitată, rugăciunea este considerată deficitară - credinciosul este obligat să reia rugăciunea,
În lumea sunnită, recitarea Surei Al-Fatiha este urmată de „amin”. Această adăugare este respinsă în lumea șiită sub pedeapsa invalidării rugăciunii (Al-Tūsī).

### Alte utilizări
Sura însăși este aproape întotdeauna recitată în timpul ceremoniei de căsătorie musulmană, în timpul dării numelui, în timpul circumciziei...
Multe pietre funerare musulmane poartă inscripții care cer vizitatorului să recite Sura Al-Fatiha pentru sufletul persoanei decedate. Pentru Déroche, «epigrafia arată astfel că pronunțarea Fâtiḥa pe un mormânt este o practică străveche.» 
„Puterea de natură divină (sau "baraka") a Surei Al-Fatiha a fost recunoscută în mod universal în timpul tuturor epocilor, în mod tradițional. " Scopurile recitării Surei Al-Fatiha sunt multiple: credinciosul poate căuta vindecare, pază împotriva răului, binefacere...

## Imagini

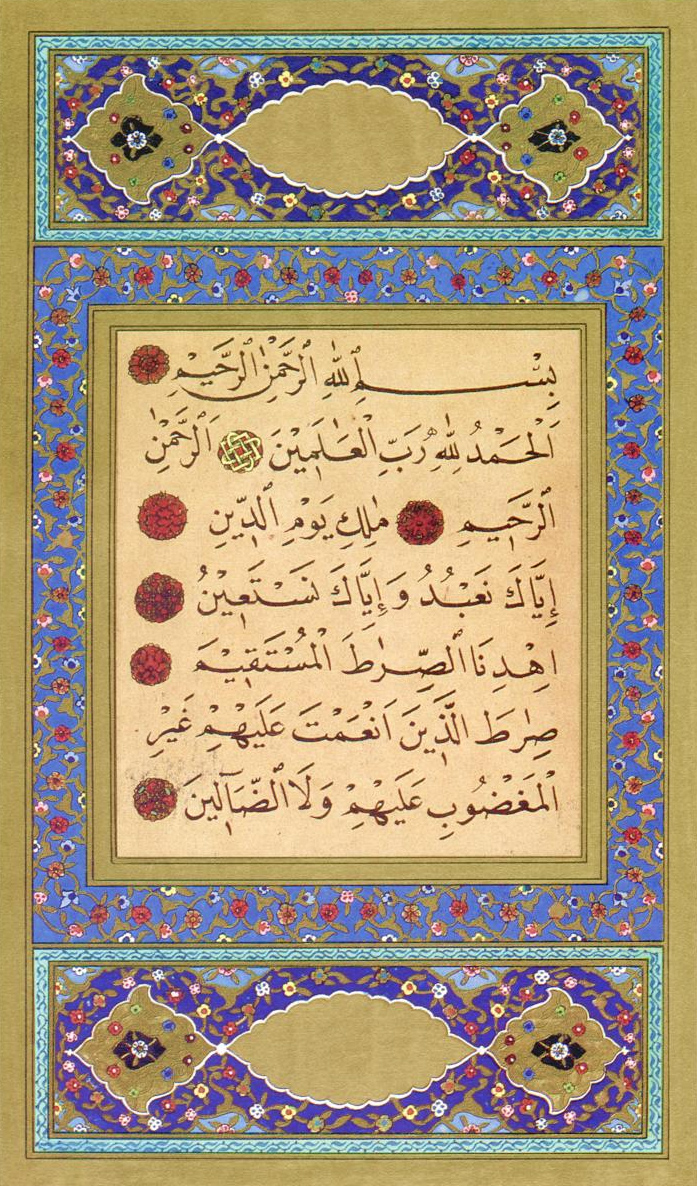
Textul surei Al-Fatiha extras dintr-un Coran caligrafiat de [[{{{2}}}]]⁠([[:Hattat Aziz Efendi:{{{2}}}|Hattat Aziz Efendi]])[Aziz Efendi&page=%7B%7B%7B2%7D%7D%7D&targettitle=%7B%7B%7B2%7D%7D%7D traduceți] (1871–1934)
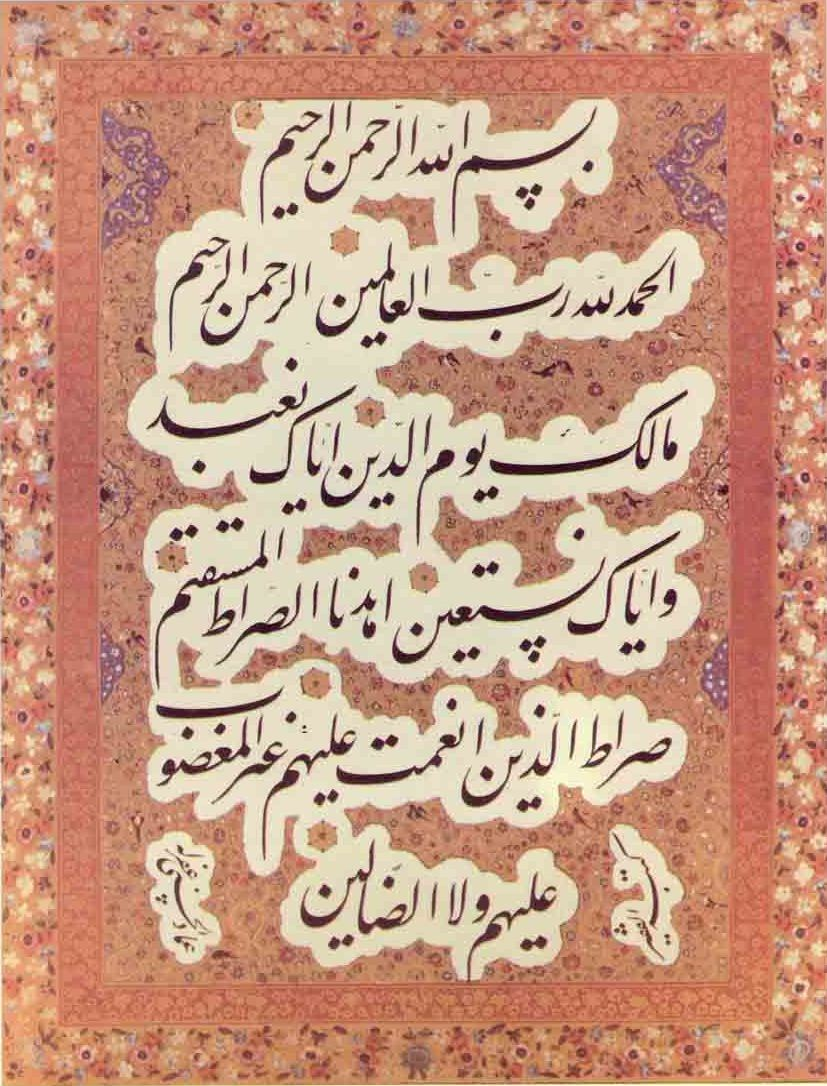
Textul surei Al-Fatiha extras dintr-un Coran caligrafiat de [[{{{2}}}]]⁠([[:Mir Emad Hassani:{{{2}}}|Mir Emad Hassani]])[Emad Hassani&page=%7B%7B%7B2%7D%7D%7D&targettitle=%7B%7B%7B2%7D%7D%7D traduceți] (1554-1615).
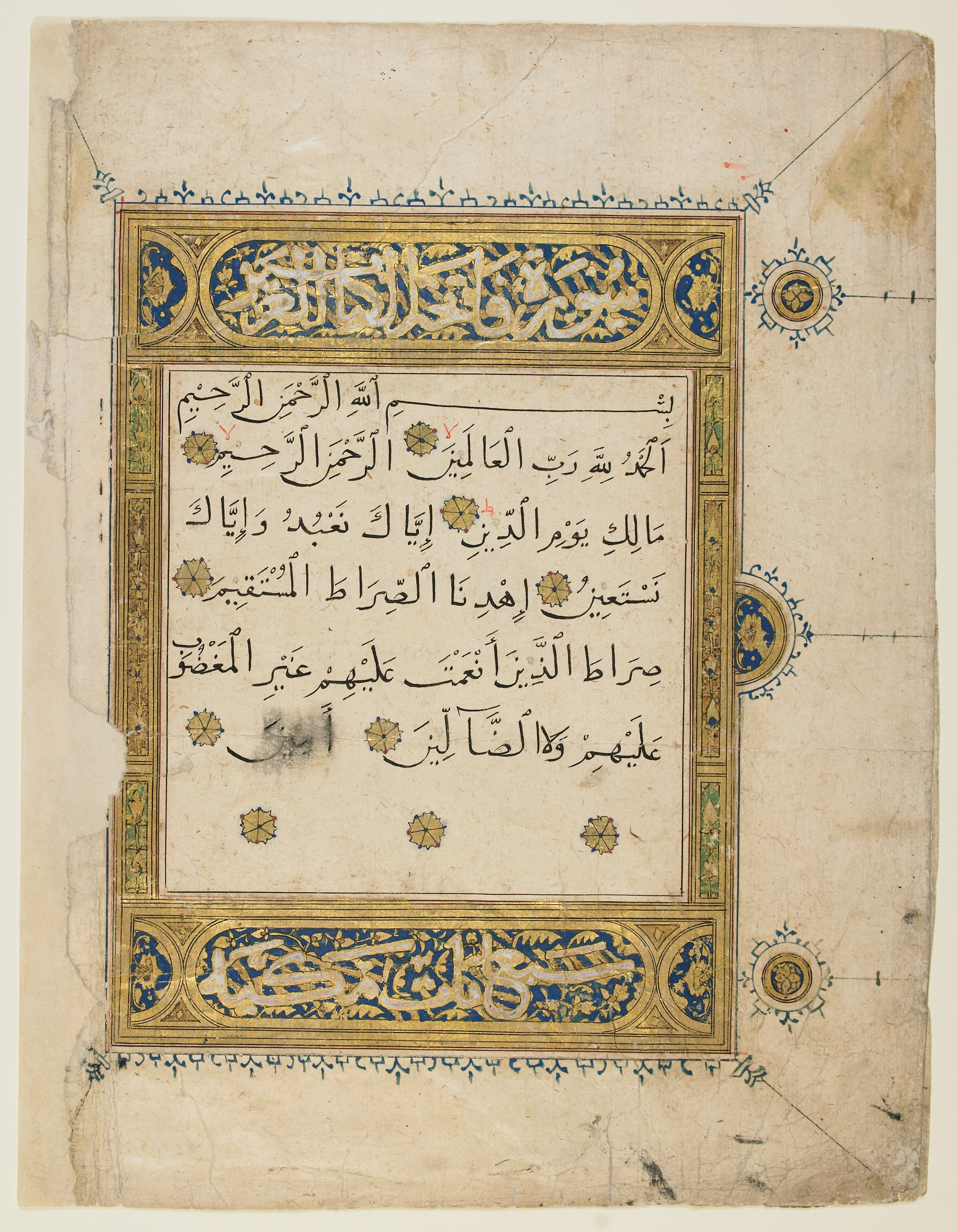
Textul surei Al-Fatiha extras dintr-un Coran caligrafiat în sec. XIV sau sec. XV.
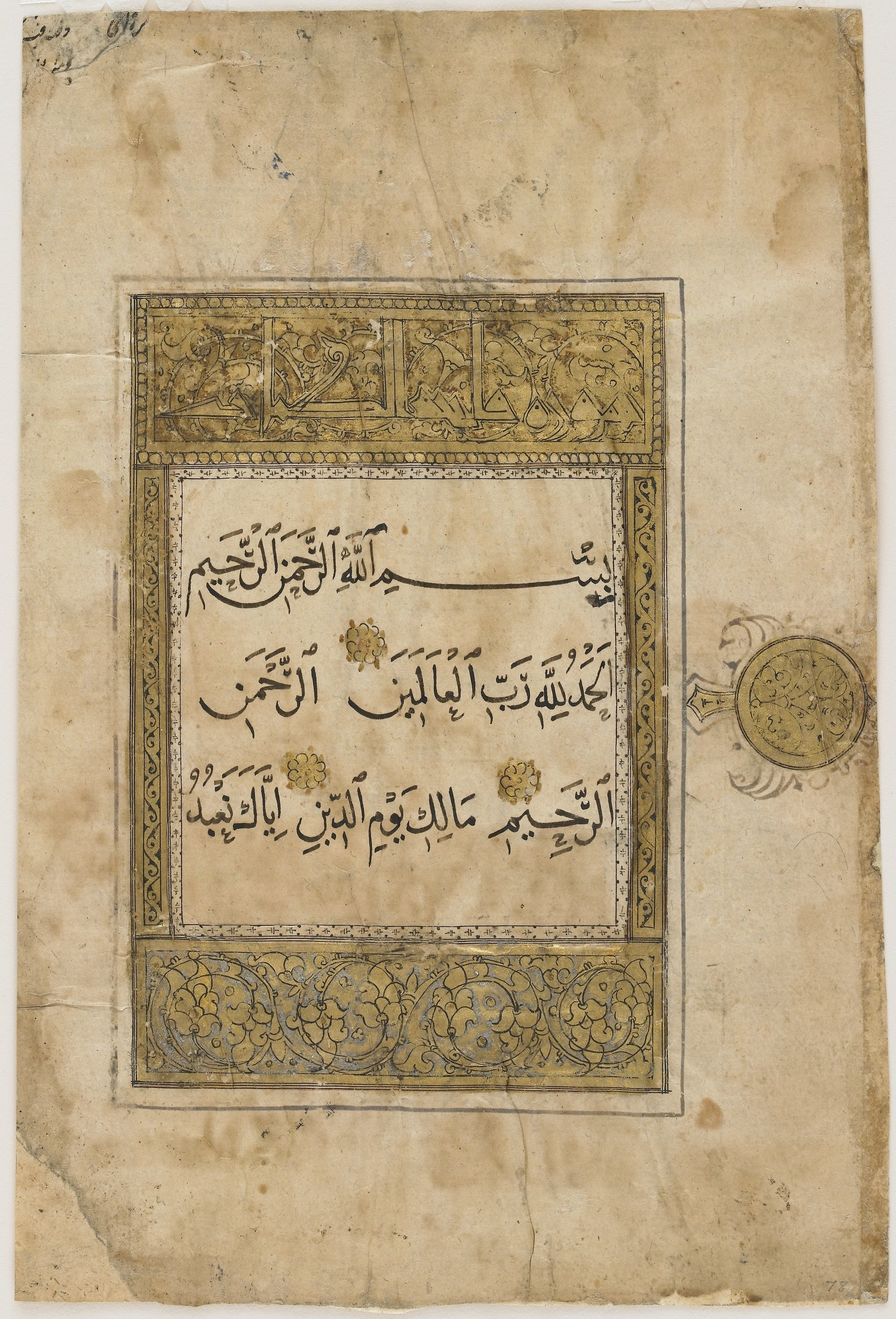
Textul surei Al-Fatiha extras dintr-un Coran caligrafiat în sec. XII (versetele 1-5).
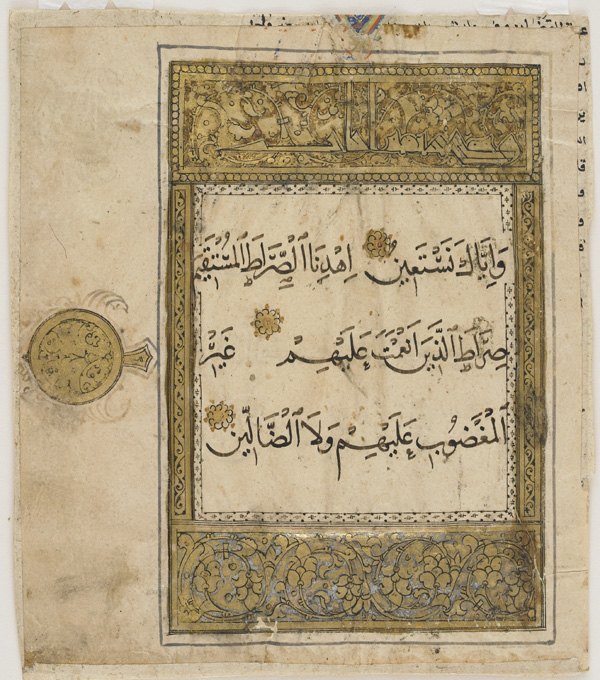
Textul surei Al-Fatiha extras dintr-un Coran caligrafiat în sec. XII (versetele 5-7).
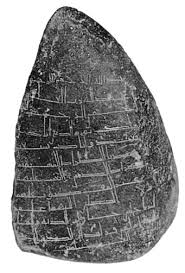
O mică bucată de bazalt pe care este gravată, în scriere coufică, prima sură din Coran (Al-Fatiha). Cea mai veche inscripție lapidară găsită în nord-estul Iordaniei.

## Anexe
- Basmala